# Bugnein
 Bugnein  es una población y comuna francesa, en la región de Aquitania, departamento de Pirineos Atlánticos, en el distrito de Oloron-Sainte-Marie y cantón de Navarrenx.

## Demografía
| 597 | 491 | 715 | 554 | 702 | 659 | 639 | 619 | 601 | 574 | 542 | 503 | 539 | 532 | 512 | 522 | 516 | 513 | 505 | 453 | 439 | 386 | 380 | 362 | 349 | 295 | 299 | 264 | 256 | 243 | 236 | 245 | 237 |
| Para los censos de 1962 a 1999 la población legal corresponde a la población sin duplicidades (Fuente: INSEE [Consultar]) |     |     |     |     |     |     |     |     |     |     |     |     |     |     |     |     |     |     |     |     |     |     |     |     |     |     |     |     |     |     |     |     |

## Economía
La principal actividad es la agrícola (ganadería, policultivo y pastos).